# 2181 Fogelin
2181 Fogelin è un asteroide della fascia principale. Scoperto nel 1942, presenta un'orbita caratterizzata da un semiasse maggiore pari a 2,5898878 au e da un'eccentricità di 0,1205007, inclinata di 13,00436° rispetto all'eclittica.
L'asteroide è dedicato allo statunitense Eric S. Fogelin, impiegato del Minor Planet Center.